# ポポロクロイス物語 (ゲーム)
『ポポロクロイス物語』（ポポロクロイスものがたり）は、1996年7月12日にソニー・コンピュータエンタテインメント（SCE）から発売されたPlayStation用のRPG。開発は株式会社epics（当時（株）ジーアーティスツ）が担当。田森庸介の漫画作品『ポポロクロイス物語』を原作としたゲーム作品で、同作のゲームシリーズ第1作目である。全体に流れるテーマは"母と子の愛"。
本作の続編およびシリーズ作品については「ポポロクロイス物語#作品」を参照。

## 概要
比較的オーソドックスなRPGだが、ワールドマップ・町・ダンジョンが全て同じスケールで描かれることや、フィールドからバトルの移行がシームレスに展開することが特徴的。隠し部屋やサブイベントなどの隠し要素が豊富に用意されている。
グラフィックは全て2Dのドット絵で描かれている。また、一部のイベントシーンはアニメーションムービーで表現されている。ドット絵のスタイルは『ポポローグ』『ポポロクロイス物語II』にも受け継がれている。数分のムービーには60分のアニメ番組に使うよりも多くのセル画を使っている。
『アークザラッド』『ワイルドアームズ』とともにSCE三大RPGとしてプロモーションされ、「アポワ」と略語化されていた。他の2作品も含めてテレビアニメ化された。
2007年9月27日より、PlayStation 3・PSP向けゲームアーカイブスで配信が開始された。

## あらすじ
ポポロクロイス王国の王子ピエトロが10歳になった誕生日の夜、「ガミガミ魔王」と名乗る盗賊が乗り込んできて、王家の宝「知恵の王冠」を国王から奪い取るところから物語が始まる。知恵の王冠をガミガミ魔王から取り返すためにピエトロは生まれて初めての冒険の旅に出かけ、途中で出会った仲間の助けを得て無事に目的を果たす。その後、死んだと聞かされていた母親サニアが生きていることを知り、今度はサニアを救うための冒険に出る。
まずピエトロはサニアが死んでいるのではなく、魂が「闇の世界」にある状態だと学ぶ。ただ、そこは死後の邪悪な魂がたどり着く場所であり、どうすればそこに生きたまま行けるのかを考える。その頃、ブリオニアという空中浮遊島が王国に接近してきた。この浮遊島は未知の科学力、知識の宝庫であると見なされており、そこに行けば何か分かるのではないかとピエトロは考える。そこでフライヤーヨットという空飛ぶ船を用いてこの浮遊島にたどり着く。そして闇の世界への通行証となる「闇の本」の存在を知る。これを入手しようとしたが、「氷の魔王」という存在に忠誠を誓う謎の四人組「四天王」らに本を奪われる。ブリオニアも落下、沈没し、闇の世界へ行くことは不可能になったとピエトロは落胆する。
しかし、ガミガミ魔王がブリオニアで闇の世界に関する本を入手しており、ピエトロにその情報を与え、大国のはるか東にある剣の山に仲間と行くことになる。そこで現世と闇の世界との橋渡役のラダック仙人と話をする。そして、たとえ闇の本がなくとも、「永遠の番人」の試練に耐えれば闇の世界に行くことは可能であることを仙人から知り、試練を受けることを決める。またピエトロは、なぜサニアは邪悪な魂が堕ちる闇の世界にいるのかを尋ねるが、仙人は自分の目で確かめよと返した。後日、永遠の番人の試練も通過し、闇の世界の王「ダーナ」に会い、魔王の星にサニアがいることを告げられそこに行く。そこでは氷の魔王の魂を封印するサニアがおり、四天王はサニアに攻撃を加えていた。ピエトロがサニアに声をかけた時、サニアは油断し封印が解かれる。しかして、氷の魔王はその巨大で邪悪な魂を地上界へと運ぶのであった。
ピエトロたちが地上界に戻ると、強烈な寒波が吹きすさび、城の湖が一面、凍り付くなどしていた。国王パウロはこれを受けてか、かつてこのような事態になったことをピエトロに教えていた。それは氷の魔王がポポロクロイス王国に侵攻してきた時のこと。その時、国を救ったのは竜の化身であったサニアだった。サニアは見事、魔王を打ち破ったが、魔王はサニアの魂を道連れにして闇の世界へと堕ちていったのだ。以来、サニアは眠ったままであると。ピエトロはサニアが決して邪悪な魂の持ち主ではなく、逆に国を守ったことに感銘を受ける。そして、王国のため氷の魔王を討伐することを誓い、北方の氷の神殿へと仲間と行くのであった。そこではサニアを苗床として氷の魔王の復活の儀式が行われていた。復活を阻止しようとするが叶わず、魔王は復活してしまう。しかし、ピエトロの竜の化身としての力が芽生え、魔王を打ち倒す。そして蘇ったサニアとともにピエトロは城に戻る。だが、サニアの中にひそんでいた魔王が最後の勝負をピエトロたちに挑んできた。激闘の末、魔王は倒され、王国に平和が戻った。そしてサニアもピエトロの元へと戻り、大団円を迎えるのであった。

## ゲーム内容
戦闘システム
戦闘はウォー・シミュレーションゲームの要素を持つシステムであり、バトルフィールド上で各キャラクターを移動させて敵の撃破を目指す。本作は移動画面と戦闘画面が分けられておらず、敵に遭遇すればその場ですぐに戦闘が始まる。バトルフィールドもその場所に応じた地形になるため、場所によっては「渋滞」を起こして戦いにくくなったり、仲間や敵が分断されるなどの場合も起こり得る。しかしほぼシミュレーションRPGの体裁を採っていた『アークザラッド』と比較すると、アイテムやほとんどの魔法は位置に関係なく使えたり、経験値は戦闘終了時に全員に配分されるなど、一般的なRPGに近いシステムとなっている。雑魚敵との遭遇もランダムエンカウントで発生する。
HP、MPに加えて気力を示す「GUTS」（ガッツメーター）という数値があり、高いほど攻撃時に大きなダメージを与えられるが、攻撃の度に減少してしまう。回復させるには「防御」か「気合い」を選択しなければならず、攻撃一辺倒の戦い方では勝つのが難しくなっている。
MPを消費して使う「魔法」は個別にレベルが存在し、経験値とは別の「魔法経験値」を稼ぐことでレベルアップする。魔法レベルが上がると威力が上がったり追加効果が発生する。魔法経験値はMPを持つ敵を倒すと獲得するが、魔法を使う度にも個別で魔法経験値が加算されていくため、積極的に使っていけばそれだけ成長させられる。魔法の他に「必殺技」も存在する（ナルシアのみ「大魔法」）。こちらはMPは消費しないものの、多くは次のターンで行動不能になったり気力を大きく消費するなどのデメリットを伴う。魔法が使えるのはピエトロとナルシアのみで、白騎士とガミガミ魔王は必殺技のみ。
戦闘中はアイテムは各キャラクターに装備させた種類しか使えず、1人につき2種類までしか装備させられない。また、戦闘前には陣形を設定可能で、それに応じて戦闘時の各キャラクターの初期位置が変わる。
全滅すると最後にセーブした場所に戻されるがストーリーの進行状況は維持され、ボスに再度挑んだ場合には台詞が変わる場合もある。ただし、所持金は減る。予め「ブタちょきんばこ」に貯金しておけば負けても所持金が保たれるが、金を取り出すには割るしかなく、新たに貯金するには当然「ブタちょきんばこ」を買い直さなければならない。
フィールド探索
概要に記した通りは全て同じスケールで描かれ、各町やダンジョンはワールドマップを経由せず地続きで繋がっている。町の前には「竜の柱」というオブジェクトがあり、一度調べた竜の柱には瞬時に移動が可能になる。町には宿屋やショップが存在し、宿屋ではセーブが可能。各地には隠し部屋、サブイベントが点在しており、メインストーリーを進める以外にもこれらを探す楽しみがある。
本作では『ドラゴンクエスト』などのように壺や本棚にはアイテムは隠されておらず、全て宝箱に入っている。これに関しては序盤に「手当たり次第に壺を覗き込むのは王子のする事じゃない」「そんな所に大事なものは入れない」と説明するNPCがいる。
おみやげ
冒険で訪れる各地には「おみやげ」と呼ばれるコレクターズアイテムが存在する。文字通りのお土産であり、基本的に土産屋で買える。ゲーム進行上は特に意味は無いが主人公のピエトロは「おみやげ」集めを趣味としており、入手した「おみやげ」を土産屋付近にいる宅配係に送ってもらうと城の屋根裏部屋に飾られる。ただし、各宅配係の担当は付近の土産屋の「おみやげ」のみで、送り忘れると飾れなくなる場合もある。アイテムとしては珍品に含まれるので送らず珍品買取屋に売却も可能。所持は1種類につき1個のみで、自室に飾っているものも所持扱いとなる。一部、土産屋以外から貰える「おみやげ」もあるが、その場合は即宅配されるので売却は不可。
本作で集めた「おみやげ」はメモリーカードのデータにより、『ポポローグ』や『ポポロクロイス物語II』に引き継ぐことが可能である。

## 地名
（旧）ガミガミ魔王城&新ガミガミ魔王城
世界征服を企むガミガミ魔王が造り上げた城。フローネルの森を抜けた先の山の上にある。内部の造りは複雑で、いくつもの隠し部屋や隠し通路、そして罠が仕掛けてある。また地下には広大な格納庫がある。自爆スイッチによって爆破されたのちに、ガミガミ魔王によってゴドリフ郊外に急ごしらえの新魔王城が造られたが、時間も資金もなかったため、その多くはベニヤなどの安い材料や旧魔王城から持ってきた廃材、また近隣の村から集めてきた盗品で造られている。どちらも最上階にはガミガミ魔王の個室である四畳半の和室がある。
旧魔王城の前にはガミガミ魔王が作ったロボット達が暮らす（人間もそれなりに住んでいる）「ガミガミシティ」が存在する。余所の町を参考にしたとの事で、高級住宅街とスラム街をわざわざ両方作って貧富の差を演出している。デパートといった現代的な施設もあり、中ではピエトロ親子や白騎士を悪役に仕立ててガミガミ魔王を主役にした自作自演のヒーローショーを上映している。ガミガミ魔王城自爆後はロボット達の宣伝によって観光地として発展する。
ゴドリフ
ゴドリフ鉱山という大きな鉱山をもつ町。高い職人技術を誇る鍛冶屋がある。町へはゴドリフトンネルを抜ける他にパーセラから鉱石輸送用のトロッコを使っていくことができる。
カナリシア
ゴドリフから広大な湿地帯を抜けた先にある、魔法使いたちの村。ブリオニアへ行くための大砲を製作しているヤンの研究所がある。何をしているのか分からない、怪しげな人の多い村である。
続編の『II』本編においてカナリシアは無くなってしまったことがタキネン村に移住した魔法使いによって語られている。
モンスター村
カナリシアに住む老魔法使いに魔法をかけられて、飼い慣らされていたモンスターたちが、その魔法使いの下から逃げ出してつくった村。言葉を話す者が多く、また人へ危害を加えることもない（人を見て反射的に襲おうとしてしまう者もまれにいる）。武道大会が目玉となっている。
ウッキィの王国
いたずら好きなサルのウッキィたちが住む王国。ゴドリフとパーセラを結ぶトロッコの線路の近くに拠点があり、度々トロッコがいたずらの標的にされている。中盤以降でトロッコでパーセラへ向かう時に、橋を越えたあたりでウッキィたちの悪戯である大岩にぶつかると行くことができる。
流され島
船が難破するなどして流れついた人々が悠々自適に暮らす島。温暖な気候で食料に恵まれた楽園のため、この島からの脱出を望む者はほとんどいない。島の中央にはくじら岩と呼ばれる岩があり、ハンマーで叩くと塩水を噴き出す。
ブリオニア
空に浮かぶ謎の島。1年に1回ポポロクロイス上空へ飛来し、その間は周辺のモンスターが凶暴化するため、その存在を気味悪がる人が多い。しかし、ブリオニアには世界の全ての知識が詰まった巨大な図書館があるとの話があるため、そこへ行くことを夢見る者も少なからずいる。
その正体は、遥か昔に高度な文明を誇った国で、近く予想された天変地異を避けるため上空へ避難した王宮が地上へ降りられず、天空の孤児となって漂流してしまったもの。氷の魔王を巡る冒険の中で墜落の危機にさらされた際、ピエトロたちによってメインエンジンを破壊されてパーセラ沖に墜落し、3千年にわたる空の旅を終えた。以後は観光地として世界中から観光客を集めている。
剣の山（つるぎのやま）
ポポロクロイス王国の遥か東の海上に浮かんだ島にそびえる山。麓にはハタハタ村という村があり、漁業や薬草づくりが行われている。山の頂には伝説の仙人が居を構えており、闇の世界や神々の国とこの世界とをつなぐ役割を担っている。山の内部は空洞になっており、闇の世界へ通じる扉がある。氷の魔王が闇の世界から復活した際に、山自体が中腹から吹き飛ばされてしまった。仙人の持つ不思議な力によって枯れることのない水が湧き続け、麓の人々の暮らしを支えている。
なお、闇の世界から戻った後の村人の台詞に「つ、剣の山が〜」というものがあるので「剣の山」の読みは「つるぎのやま」である。
永遠の番人の館
永遠の番人がつくり出した、闇の本を持っていない人間に特例として試練を与えるための館。メルヘンチックな外装や中身とは裏腹に厳しい試練が待ち構えている。闇の世界から氷の魔王が通り抜けた際に破壊された。
闇の世界
邪悪な魂が死後に行きつく世界で、闇の王ダーナが統治している。邪悪な魂は闇の世界に浮かぶ星に封じ込められ、ダーナの管理下に置かれている。
北の大地
ポポロクロイス王国の北に位置する、広大な雪原。かけあしの泉が凍ってから行くことができる。目標物がほぼ皆無なため、自分の位置を見失って迷ってしまうことも多い。雪原のほぼ中央には白い村と呼ばれる村があり、狩猟を生業とする人々が住んでいる。雪原の北の果てには氷の魔王復活のために造られた氷の神殿が建つ。

## 主題歌
- エンディング「ピエトロの旅立ち」
歌 - ジュリエッタ柴田 / 作詞 - 長俊広 / 作曲 - 佐橋佳幸 / 編曲 - 佐橋佳幸、石川鉄男

## サウンドトラック
- 「ポポロクロイス物語」オリジナル・サウンドトラック（1996、NECアベニュー）
- ポポロクロイス物語 オリジナル・サウンドトラック（2000、SME・ビジュアルワークス） - 上記の再発盤